# Louis Le Vau

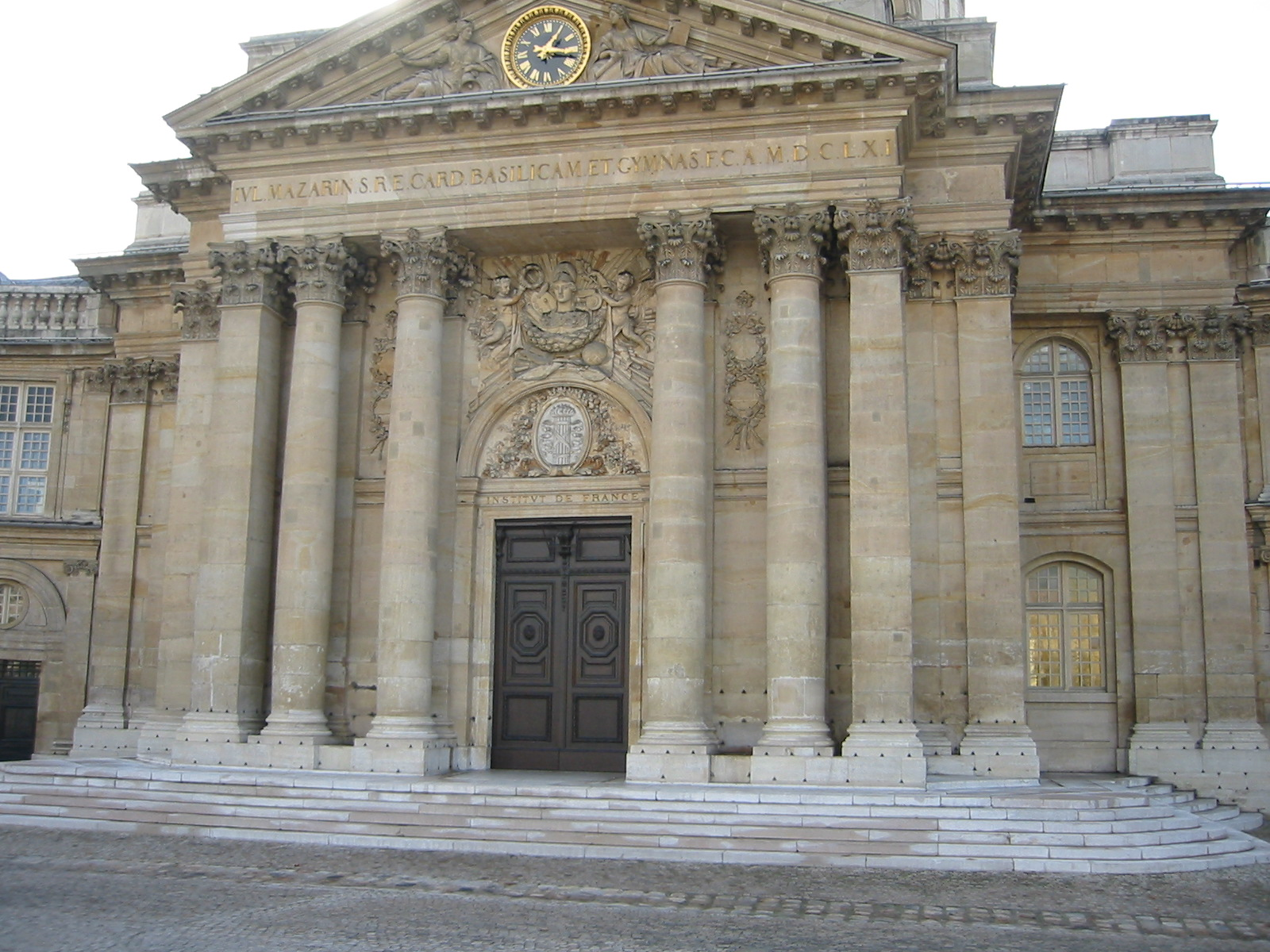
Col·legi de les Quatre Nacions

Louis Le Vau (París, 1612 — París, 11 d'octubre de 1670) fou un arquitecte francès, primer arquitecte del rei Lluís XIV, d'un estil en què s'unien el classicisme i les seves influències del barroc italià.
Contemporani de Dos Mansarts i de Jacques Lemercier, va ser un dels creadors del classicisme francès (l'anomenat estil Lluís XIV) i que va saber combinar de manera impressionant amb el barroc. Va crear un estil que va destacar per la simplicitat de les construccions i l'elegància de les decoracions. La seva obra més important va ser el palau de Vaux-le-Vicomte. No s'ha de confondre amb el seu germà, François Le Vau, arquitecte de l'Església Saint-Louis-en-l'Île, a París.

## Biografia
El seu pare va deixar la seva activitat de tallador de pedra el 1634 per consagrar-se a l'obra, i aconseguí ser nomenat, el 1635, mestre de paletes. El seu fill, Lluís, va col·laborar amb ell fent-li els dissenys i els pressupostos, la qual cosa li va permetre començar la carrera d'arquitectura integrant-se en les obres de l'Illa de Sant Lluís, on s'estava treballant per fer-ne una regió habitada. Va construir-hi diverses cases senzilles: tres per a Nicolás Pontheron, dues per a Guillaume Véniat i Denis Postel, tres per a Pierre Chomel, i set per a Antoine Le Marier. També va construir riques mansions per a Sainctot, Hesselin, Gruyn des Bordes, Jean-Baptiste Lambert o per a Gillies ("Hotel Gillies"), al barri d'Anjou entre 1637 i 1639, i altres cases de camp.
Es va fer cèlebre quan, el 1654, va ser nomenat el principal arquitecte de Lluís XIV (primer arquitecte del rei). El 1657, Nicolas Fouquet li va encarregar la construcció de Vaux-le-Vicomte. Des de 1660 va treballar per al rei: va acabar el château de Vincennes, i hi construí els pavellons del rei i de la reina, l'hospital de Salpêtrière; va treballar a la façana del Palau de les Teuleries, va reconstruir la galeria d'Apol·lo al Louvre i va portar a terme algunes altres reformes. Poc abans de morir, va realitzar diferents reformes al palau de Versalles i va dissenyar el Col·legi de les Quatre Nacions.

## Obra
Aquests són alguns dels seus principals treballs:
- Palau Lambert (1642), palau Le Vau i el palau Lauzun, barri d'Anjou, a París (a l'Île Saint-Louis).
- Castell de Vaux-le-Vicomte (1658-1661). Le Vau posava l'accent en la grandiositat abans que en l'estil clàssic. Una de les característiques d'aquest castell és l'enorme saló amb vistes als jardins. Treballant al castell de Vaux-le-Vicomte, va col·laborar amb Charles Le Brun, pintor, i André Le Nôtre, que va dissenyar-ne els jardins.
- Reforma del château de Vincennes, encàrrec del cardenal Mazzarino (construcció de l'ala del rei (1561) i de l'ala de la reina mare (1658)), del qual només queden, en l'actualitat, les vuit torres i la torrassa.
- Una part del palau de Versalles (entre 1661 fins a la seva mort el 1670): va dissenyar les ampliacions del palau. Va donar amplitud a la cort del palau i la va allargar. Va unir les ales als costats de la cort.
- Institut de França (1662-1688) (Col·legi de les Quatre Nacions). Aquesta construcció és dramàtica perquè és un veritable híbrid dels estils barroc i clàssic. Aquest palau té una història interessant deguda als dissenys i la imaginació de Louis Le Vau en crear l'immoble. La construcció va començar després de la mort de Mazzarino, que va deixar prou diners per a la construcció del Col·legi de les Quatre Nacions. En aquest, es demostra la influència que va exercir Bernini en Le Vau, després de la seva visita a París el 1665.
- Una part de l'Església San Sulpici, a París.
- Embelliment del Palau de les Teuleries, el 1664. El pavelló central havia estat decorat seguint els estils jònic i corinti. Le Vau hi va afegir un àtic, coronat per una cúpula quadrangular.
- Reformes del Louvre (dormitori del rei al pavelló del rei) i la façana oriental (possiblement atenent als plànols de l'arquitecte i psicòleg Claude Perrault).